# Carlo Bernari
Carlo Bernari, pseudonimo di Carlo Bernard (Napoli, 13 ottobre 1909 – Roma, 22 ottobre 1992), è stato uno scrittore, antifascista e partigiano italiano.

## Biografia
Bernari nacque a Napoli nel 1909 da una famiglia di piccoli imprenditori d'origine francese. Ragazzo dal carattere difficile, non amante delle regole fu espulso da tutte le scuole e proseguì la sua formazione culturale da autodidatta. Lavorò da sarto iniziando contemporaneamente la sua attività di romanziere e giornalista firmando articoli sotto vari pseudonimi e guadagnandosi da vivere vendendo libri antichi. Fondò a Napoli, dove era in contatto con Francesco Flora, insieme a Guglielmo Peirce  e Paolo Ricci il movimento culturale d'opposizione Udaismo (Unione Distruttivisti Attivisti).

Carlo Bernari

Nel 1930 lo troviamo a Parigi, attirato dal gran movimento di cultura e arte che agitava all'epoca la capitale francese, con le tante avanguardie e in particolare con il surrealismo di André Breton. Ritornato in Italia, sentì l'esigenza di dar voce alle problematiche che provenivano dal mondo operaio e nel 1934 scrisse il romanzo di ampio respiro dal titolo Tre operai dove riuscì, con magistrale perizia, a non cedere alle lusinghe del populismo. L'opera descriveva una classe operaia impossibilitata a condurre una vita dignitosa e in rapporto sempre critico con il potere dominante. A causa degli argomenti in essa trattati, Tre operai assunse per la classe dirigente del tempo un certo sapore di eversione riuscendo ad allarmare Mussolini, tanto da far calare sullo scrittore e sul libro il bavaglio della censura fascista.
Bernari fu anche collaboratore di riviste. Nel 1939 entrò nella redazione del settimanale «Tempo», firmandosi «Carlo Bernard». Dal n. 5 fu redattore capo, succedendo a Indro Montanelli. Scrisse, come tanti altri intellettuali e scrittori, su «Primato», la rivista di Giuseppe Bottai che si pubblicò dal 1940 al 1943. Il suo primo scritto su questa rivista risale al 1º luglio del 1941..
Dopo alcuni libri anticipatori della letteratura contemporanea (come "Quasi un secolo" del 1943 che, fin dal titolo, ma anche nella struttura narrativa, è il modello di Cent'anni di solitudine di Gabriel García Márquez) e chiusa la parentesi della lotta clandestina al regime, la produzione letteraria del Bernari riprende prolifica nel dopoguerra con Speranzella 1949, romanzo neorealista che vincerà nel 1950 il Premio Viareggio.
Con i successivi romanzi, Bernari affronterà temi scottanti sempre in forte e visionario anticipo sui tempi: la questione meridionale viene vista in tutta la sua inestricabilità nel romanzo del 1964 Era l'anno del sole quieto proprio mentre veniva inaugurata la Cassa del Mezzogiorno. E mentre il PCI di Berlinguer trionfava alle elezioni politiche, Bernari vedeva il tramonto dell'ideale marxista attraverso la storia di un intellettuale comunista che, in Tanto la rivoluzione non scoppierà (1974), si trasforma in una sorta di clown per movimentare le cene dei "comendatur" milanesi. La stagione del terrorismo è alle porte e con Il giorno degli assassinii (1980), romanzo che scatena un putiferio perché partendo dal caso del Mostro di Napoli, un triplice omicidio negli ambienti della Napoli-bene della metà degli anni settanta, contribuisce alla assoluzione del presunto colpevole Domenico Zarrelli. In questa opera Bernari anticipa la connessione terrorismo-Camorra (l'asse BR-Raffaele Cutolo) che rappresentò il completo tradimento e la dissoluzione degli ideali rivoluzionari. 
A Roma, dove visse fino alla morte avvenuta nel 1992, Bernari accomunò a quella di scrittore la sua intensa attività di giornalista e di sceneggiatore cinematografico. Da "Tre operai" è stato tratto uno sceneggiato tv in 3 puntate di Citto Maselli con la sceneggiatura di Enzo Siciliano. Dal racconto Amore amaro, Florestano Vancini realizzò l'omonimo film con l'attrice  Lisa Gastoni. Bernari ha collaborato alla sceneggiatura del film di Nanni Loy Le quattro giornate di Napoli del 1962 che fu candidato agli Oscar nel 1964 come miglior film straniero e come migliore sceneggiatura e al Golden Globe.
Il Consiglio Comunale di Gaeta (città che amava e dove si ritirava a scrivere) gli conferì la cittadinanza onoraria il 13 ottobre 1979. Lo scrittore volle essere sepolto in questa città.

## Opere

### Narrativa
- Tre operai (1934)
- Quasi un secolo (1936)
- Il pedaggio si paga all'altra sponda (1943)
- Tre casi sospetti (1946)
- Prologo alle tenebre (1947)
- Speranzella (1949) nel 1950 vincitore del Premio Viareggio[9] e nel 1960 del premio Crotone
- Siamo tutti bambini (1951)
- Vesuvio e pane (1952) Premio Salento[10]
- Domani e poi domani(1952)
- Amore amaro (1958) Premio Augusto Borselli[11]
- Era l'anno del sole quieto (1964) Hacca editore, 2015
- Per cause imprecisate (1965)
- Le radiose giornate (1969)
- Alberone eroe e altri racconti non esemplari (1971)
- Un foro nel parabrezza (1971)
- Tanto la rivoluzione non scoppierà (1976)
- 26 cose in versi (1977)
- Dall'Etna al Vesuvio (1978)
- Il cronista giudizioso (1979)
- Dal Tevere al Po (1980)
- Il giorno degli assassinii (1980)
- Il grande letto (1988)
- L'ombra del suicidio (Lo strano Conserti), romanzo inedito del (1936) pubblicato postumo (1993)
- Gli stracci, prima redazione di Tre operai (1930-33?), pubblicato postumo 1998.

### Poesia
- 26 cose in versi (1977)

### Saggistica
- Napoli pace e guerra (1946)
- Il gigante Cina (1957)
- Bibbia napoletana (1960)
- Omaggio a Ungaretti nel Suo 80º compleanno, con Berenice, Italo Calvino, Rafael Alberti e Luigi Silori, (1968)
- Non gettate via la scala (1973)
- Napoli silenzio e grida (1977), Premio Brancati[12]
- Non invidiate la loro sorte (1991)